# モーリス・ヴァンデール
モーリス・ヴァンデール（Maurice Vander）こと、モーリス・ヴァンデルシュレン（Maurice Vanderschueren、1929年6月11日 - 2017年2月16日）は、フランスのジャズ・キーボード奏者。
ヴァンデールは、1950年代にドン・バイアス、ジャンゴ・ラインハルト、ボビー・ジャスパー、ジミー・レイニー、ステファン・グラッペリ、チェット・ベイカー、ケニー・クラークらと共演した。1962年にはジャンゴ・ラインハルト賞を受賞。1960年代にはロジェ・ゲラン、ピエール・ゴゼ、ブールー・フェレらのセッション・ミュージシャンとして活動し、クロード・ヌガロやイヴァン・ジュリアンらとも共演している。1970年代後半には再びベイカーと共演し、ジョニー・グリフィンとも共演した。その後はクラーク、リッチー・コール、アート・ファーマー、ベニー・パウエルらと共演およびレコーディングを行った。
ヴァンデールはクリスチャン・ヴァンデの養父である。